# Arno Adams
Arno Adams (Belfeld, 23 september 1956) is een Nederlands zanger die soul in het Limburgs van zijn geboortedorp zingt.

## Biografie
Op dertigjarige leeftijd stopte hij met werken om zich volledig op muziek te kunnen richten. Aanvankelijk was hij zanger voor Take It Or Shake It, een in binnen- en buitenland optredende coverband in de stijlen pop, soul, blues en jazz met zestien leden. Daarna vervolgde hij als solozanger.
In 1996 bracht hij zijn eerste album uit onder de titel Double A Adams. Rond de eeuwwisseling stapte hij over van het Engels naar het Limburgs. Tot 2013 verschenen bij elkaar vijf albums in het Limburgs. In 2002 werd hij met zijn album Dans met mich onderscheiden met de ING-Pries Vuur Ut Limburgs Leed. Zijn album Ich weit desse d'r bus uit 2004 schreef hij in de afkickkliniek Paschalis in Oostrum waar hij opgenomen was vanwege problemen met drank, drugs en gokken.
In 2012 bevond hij zich op een dieptepunt, met veel hoofdpijn en weinig zin om zich met muziek bezig te houden. In de zomer van dat jaar onderging hij een hersenoperatie, waarna hij weer meer inspiratie kreeg. In 2013 kwam Adams met een nieuw album, getiteld Maondaagmorgezon, onder begeleiding van pianist Mike Roelofs en de bassist Jo Didderen. Ondertussen benaderde Hans Heijnen hem om een documentaire over zijn leven te maken. Deze ging in december 2013 in première. Deze film werd in 2014 op de landelijke televisie getoond. In 2022 bracht hij een album uit met zijn grootste hits, getiteld Ut is wie ut is.
In 2020 werd hij onderscheiden met de Veldeke Oeuvre-Pries van 't Limburgs Leed. Omroep L1 noemt hem De Koning van de Limburgse blues.

## Albums
- 1996: Double A Adams
- 2000: D'r is gen verschil
- 2002: Dans met mich
- 2004: Ich weit desse d'r bus
- 2007: Mooderzeel allein
- 2013: Maondaagmorgezon
- 2022: Ut is wie ut is

- Digitale Bibliotheek voor de Nederlandse Letteren: adam026
- MusicBrainz: b83dedc0-2869-40b5-b273-c62eb047991e
- Nederlandse Thesaurus van Auteursnamen: 382690974
- Virtual International Authority File: 311828165
- WorldCat: E39PBJfrQDbTR3tcjY4jGJ6tKd